# Kim Ji-Soo
Pour les articles homonymes, voir Kim Ji-soo (homonymie) et Kim.
Dans ce nom coréen, le nom de famille, Kim, précède le nom personnel.
Kim Ji-soo (김지수), né le 5 février 1990 est un acteur et chanteur sud-coréen. Il a participé, en 2010, à l'émission sud-coréenne Superstar K2 et a terminé sixième.

## Biographie

### Carrière musicale et cinématographique

#### Candidature àSuperstar K2
Kim Ji-soo a auditionné pour à la deuxième saison du télé-crochet musical Superstar K. Pendant la compétition, il devint connu pour avoir interprété Chocolate Drive du groupe Moida Band et Cinderella de Seo In-young en duo avec Jang Jae in dans une version acoustique. Il atteint la sixième place derrière Kang Seung-yoon et Park Bo-ram.
En juillet 2012, il est choisi pour incarner le rôle de Park Hong-joo dans sa toute première série télévisée, Dream High 2 avec Kang So-ra et Hyorin. Il chante une des chansons de la bande originale de la série, Sunflower et apparaît dans une scène avec Jung Jin-woon, Jr. et Kang So-ra où il chante Grade B life.

#### AprèsSuperstar K2, lancement de sa carrière solo
Kim Ji-soo a sorti son premier single, Digital Chocolate sous le label Pastel Music le 7 avril 2011 et l'a inclus dans son premier mini-album Kim Ji Soo 1er Mini Album qui est sorti le 17 mai. Le mini-album comprenait le single, Riddles, une collaboration avec la chanteuse sud-coréenne Yozoh. Son label a nommé l'album Kim Ji-soo pour souligner son identité en tant que musicien, trouvant qu'à travers ses chansons, ils pouvaient sa croissance musicale depuis qu'il a figuré dans le télé-crochet musical, Superstar K.
Il participe à un album compilation Tribute to Kim Kwang Seok en hommage au chanteur folklorique emblématique Kim Kwang-seok. Il a collaboré avec J Rabbit, Mahogany King, Kim Bada, Soul Steady Rockers, Bye Bye Sea, Yellow Monsters, Ibadi et Taru, publié le 21 juillet 2011.
Il sort son premier album Kim Ji Soo 1st Album en juillet 2013. La sortie de l'album est accompagnée du clip, Sleep 5 More Minutes en featuring avec l'actrice Nam Bo-ra.

## Discographie

### Musique de films et de séries télévisées
| Année | Titre          | Titre original | Chansons                                                         | Album promu                                       |
| ----- | -------------- | -------------- | ---------------------------------------------------------------- | ------------------------------------------------- |
| 2010  | Giant          | 자이언트       | Erasing You (널 지우는 일)                                       |                                                   |
| 2010  | Yaksha         | 야차           | Let's live together (같이 살자) (feat. Park Bo-ram)              | 야차 Meets 슈퍼스타K2 (Yatcha Meets Superstar K2) |
| 2012  | Dream High 2   | 드림하이 2     | B급인생 (feat. Jeong Jin-woon, Jr. et Kang So-ra) (Grade B life) | Dream High 2 OST                                  |
| 2013  | Don-ui hwashin | 돈의 화신      | Chance                                                           | 돈의 화신 (Incarnation Of Money) OST              |

### Participations
| Date de sortie   | Titre de l'album ou du single                                                                                              | Chansons |
| ---------------- | --- | --- |
| 30 novembre 2009 | 《Out The Door》CD 1 - Album de l'école de musique de l'album de l'université Daebul                                       | Piste 5. Speechless (벙어리) (Feat. Park Jihae) |
| 4 octobre 2009   | 《Superstar K2 Top6 (My Story)》 - Single digital                                                                          | Piste 3. 어린 아저씨 (Young Mr.) |
| 6 octobre 2009   | 《Superstar K2 Top11 Part.2》 - Single digital                                                                             | Piste 1. As love passes by (사랑이 지나가면) |
| 8 novembre 2011  | 《Superstar K2 Up To 11》 - Album compilation                                                                              | Piste 1. The Dreamers (SuperStarK2 Top11) Piste 4. 어린 아저씨 (Young Mr.) Piste 8. Cinderella (Super Week ver.) (feat. Jang Jae-in) Piste 9. Cinderella (김&장 Studio ver.) (feat. Jang Jae-in) Piste 16. As love passes by (사랑이 지나가면) |
| 29 avril 2011    | 《(You're so immature) (feat. Kim Ji-soo)》 그대 는 철이 없네 - Single digital de Jang Jae-in                              | Piste 1. You're so immature (그대는 철이 없네) (Feat. Jang Jae-in) |
| 26 mai 2011      | 《Breaker Day》 - EP de Jang Jae-in                                                                                        | Piste 4. You're so immature (그대는 철이 없네) (Feat. Jang Jae-in) |
| 10 juin 2011     | 《Acoustic Memory》 - Single digital de Chas (차스)                                                                        | Piste 1. Acoustic Memory (어쿠스틱 메모리) |
| 20 juillet 2011  | 《Listen to Kim Kwang-seok agin (김광석 추모앨범명불허전' 김광석 다시듣기) - Album compilation en hommage à Kim Kwang-seok | Piste 3. I write a letter on the cloudy sky (흐린 가을 하늘에 편지를 써) |
| 13 avril 2012    | 《 Full Time 》 - MC Sniper                                                                                                | Piste 20. I Can Do it (할 수 있어) |
| 13 août 2013     | 《SHOW ME THE MONEY 》 - MC Sniper                                                                                         | Piste 2. Sunset Glow (붉은 노을)(Feat. Egobomb) |

## Télévision
- 2010 : Superstar K2 (슈퍼스타K 2)
- 2012 : Dream High 2 (드림하이 2)